# 中華台北男子籃球代表隊
中華臺北男子籃球代表隊為代表中華民國參加國際男子籃球賽事的成人代表隊。

## 概要
中華民國於1913至1934年期間10度參加了遠東運動會，並在1921年於自家主場獲得隊史首次冠軍，十屆下來獲得一次冠軍、八次亞軍以及一次季軍的成績。此外1936、1948年還參加過奧林匹克運動會。1952年中華民國加入FIBA，1974年中華民國會籍被FIBA中止，1981年FIBA恢復中華民國會籍。時任FIBA秘書長雷納托·威廉·瓊斯使用自己的名字在臺灣舉辦威廉瓊斯盃國際籃球邀請賽，首屆賽事於1977年開打。1997年中華民國在釜山東亞運動會斬獲金牌，隊史睽違76年再次獲取冠軍殊榮。2005年在澳門東亞運動會拿下隊史第二面東亞運動會金牌。在2013年天津東亞運動會則奪下末屆金牌，隊史第三面東亞運動會金牌。2017年6月在東亞錦標賽稱冠。

## 歷年戰績
以紅框表示為赛会制賽事東道主，不包含主客場制賽事。

### 遠東運動會

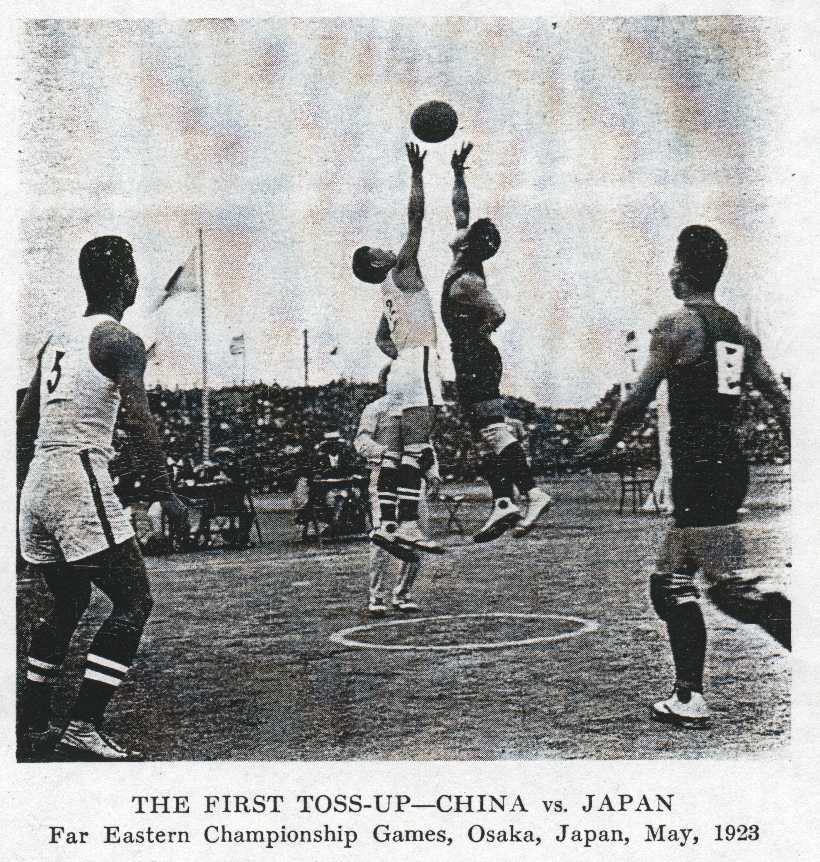
1923年5月，中華民國與日本在1923年遠東運動會上交手

| 年份         | 名次 | 總教練 |
| ------------ | ---- | ------ |
| 1913年馬尼拉 | 銀牌 |        |
| 1915年上海   | 銀牌 | 蔡樂爾 |
| 1917年東京   | 銀牌 | 蔡樂爾 |
| 1919年馬尼拉 | 銀牌 | 馬約翰 |
| 1921年上海   | 金牌 | 王石卿 |
| 1923年大阪   | 銀牌 | 董守義 |
| 1925年馬尼拉 | 銀牌 | 董守義 |
| 1927年上海   | 銀牌 | 董守義 |
| 1930年東京   | 銅牌 | 董守義 |
| 1934年馬尼拉 | 銀牌 | 董守義 |

### 奧林匹克運動會
會內賽
| 年份         | 名次 | 總教練 |
| ------------ | ---- | ------ |
| 1936年柏林   | 15   | 董守義 |
| 1948年倫敦   | 18   | 宋君復 |
| 1956年墨爾本 | 11   | 許彼德 |

會外賽
| 年份         | 名次 | 總教練 |
| ------------ | ---- | ------ |
| 1960年波隆那 | 11   | 歐德里 |
| 1964年橫濱   | 8    | 朱裕厚 |

### 世界盃

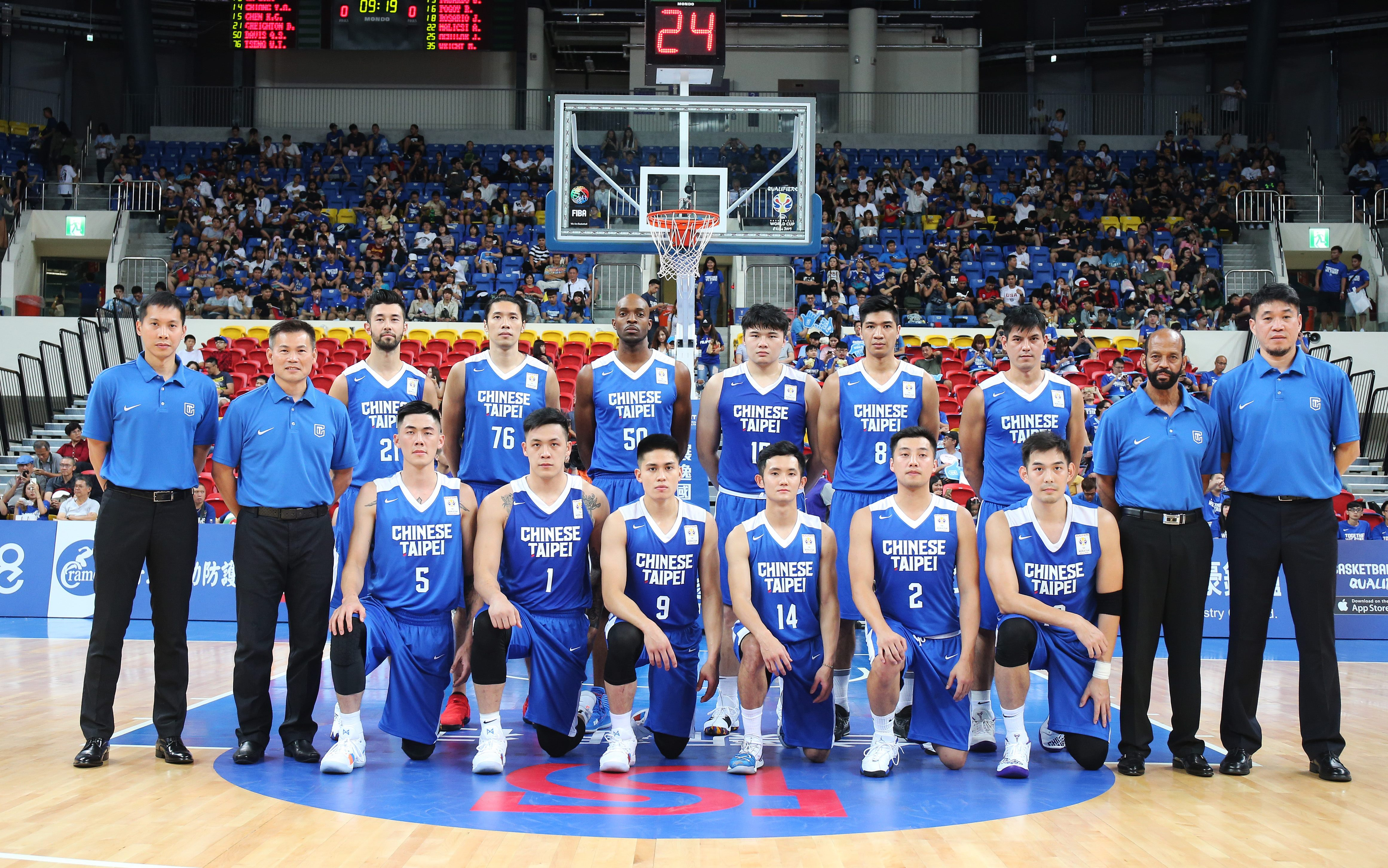
2018年6月，中華臺北在主場迎戰菲律賓之賽前合影

會內賽
| 年份             | 名次 | 總教練 |
| ---------------- | ---- | ------ |
| 1954年里約熱內盧 | 5    | 牛炳鎰 |
| 1959年聖地牙哥   | 4    | 蔡文華 |

會外賽
| 年份                     | 窗口期                   | 總教練                   |
| 2019年世界盃亞洲區資格賽 | 2019年世界盃亞洲區資格賽 | 2019年世界盃亞洲區資格賽 |
| ------------------------ | ------------------------ | ------------------------ |
| 2017年11月臺北、奎松     | 第一階段                 | 周俊三                   |
| 2018年2月橫濱、墨爾本    | 第二階段                 | 周俊三                   |
| 2018年6、7月臺北         | 第三階段                 | 周俊三                   |
| 2023年世界盃亞洲區資格賽 |                          |                          |
| 2022年2月沖繩            | 第二階段                 | 帕克                     |
| 2022年7月墨爾本          | 第三階段                 | 周俊三                   |

### 亞洲盃
會內賽
| 年份         | 名次 | 總教練 |
| ------------ | ---- | ------ |
| 1960年馬尼拉 | 銀牌 | 史賓塞 |
| 1963年臺北   | 銀牌 | 王士選 |
| 1965年吉隆坡 | 5    | 賈志軍 |
| 1967年漢城   | 5    | 霍劍平 |
| 1969年曼谷   | 4    | 王毅軍 |
| 1971年東京   | 4    | 霍劍平 |
| 1973年馬尼拉 | 銅牌 | 霍劍平 |
| 1985年吉隆坡 | 6    | 劉俊卿 |
| 1987年曼谷   | 5    | 陳祖烈 |
| 1989年北京   | 銅牌 | 劉俊卿 |
| 1991年神戶   | 4    | 李清棋 |
| 1993年雅加達 | 5    | 張克佑 |
| 1995年漢城   | 4    | 錢一飛 |
| 1997年利雅德 | 6    | 古吉雄 |
| 1999年福岡   | 4    | 錢一飛 |
| 2001年上海   | 7    | 李雲光 |
| 2003年哈爾濱 | 11   | 李清棋 |
| 2005年杜哈   | 9    | 李雲光 |
| 2007年德島   | 6    | 鄭光錫 |
| 2009年天津   | 5    | 鄭光錫 |
| 2011年武漢   | 8    | 周俊三 |
| 2013年馬尼拉 | 4    | 許晉哲 |
| 2015年長沙   | 13   | 周俊三 |
| 2017年貝魯特 | 12   | 周俊三 |
| 2022年雅加達 | 10   | 帕克   |
| 2025年吉達   | 5    | 圖奇   |

會外賽
| 亞洲史坦克維奇盃 / 亞洲盃 / 亞洲挑戰盃 | 亞洲史坦克維奇盃 / 亞洲盃 / 亞洲挑戰盃 | 亞洲史坦克維奇盃 / 亞洲盃 / 亞洲挑戰盃 |
| 年份                                   | 名次                                   | 總教練                                 |
| -------------------------------------- | -------------------------------------- | -------------------------------------- |
| 2004年臺北                             | 銅牌                                   | 胡再麟                                 |
| 2010年貝魯特                           | 7                                      | 張學雷                                 |
| 2012年東京                             | 6                                      | 許晉哲                                 |
| 2014年武漢                             | 銀牌                                   | 歐提斯                                 |
| 2016年德黑蘭                           | 8                                      | 閻家驊                                 |
| 東亞資格賽                             |                                        |                                        |
| 年份                                   | 名次                                   | 總教練                                 |
| 2005年陽江                             | 3                                      | 李雲光                                 |
| 2009年小牧                             | 4                                      | 鄭光錫                                 |
| 2011年南京                             | 4                                      | 周俊三                                 |
| 2013年仁川                             | 5                                      | 許晉哲                                 |
| 2017年長野                             | 金牌                                   | 周俊三                                 |
| 年份                                   | 窗口期                                 | 總教練                                 |
| 2021年亞洲盃資格賽                     |                                        |                                        |
| 2020年2月臺北                          | 第一階段                               | 帕克                                   |
| 2021年6月克拉克                        | 第三階段                               | 帕克                                   |
| 2021年8月關島                          | 第二輪                                 | 帕克                                   |
| 2025年亞洲盃資格賽                     |                                        |                                        |
| 2024年2月臺北、帕西格                  | 第一階段                               | 桑茂森                                 |
| 2024年11月臺北、基督城                 | 第二階段                               | 圖奇                                   |
| 2025年2月臺北、香港                    | 第三階段                               | 圖奇                                   |
| 2025年3月臺北                          | 第二輪                                 | 圖奇                                   |

### 亞洲運動會
| 年份         | 名次 | 總教練 |
| ------------ | ---- | ------ |
| 1954年馬尼拉 | 銀牌 | 何聖格 |
| 1958年東京   | 銀牌 | 蔡文華 |
| 1966年曼谷   | 5    | 朱聲漪 |
| 1970年曼谷   | 4    | 朱聲漪 |
| 1990年北京   | 5    | 劉俊卿 |
| 1994年廣島   | 6    | 卜樹人 |
| 1998年曼谷   | 5    | 錢一飛 |
| 2002年釜山   | 7    | 李雲光 |
| 2006年杜哈   | 8    | 李雲光 |
| 2010年廣州   | 9    | 張學雷 |
| 2014年仁川   | 9    | 許晉哲 |
| 2018年雅加達 | 4    | 帕克   |
| 2022年杭州   | 4    | 桑茂森 |

### 東亞運動會
| 年份       | 名次 | 總教練 |
| ---------- | ---- | ------ |
| 1993年上海 | 4    | 張克佑 |
| 1997年釜山 | 金牌 | 古吉雄 |
| 2001年大阪 | 銀牌 | 錢一飛 |
| 2005年澳門 | 金牌 | 李雲光 |
| 2009年香港 | 銀牌 | 鄭光錫 |
| 2013年天津 | 金牌 | 許晉哲 |

## 歷年總教練
| 姓名   | 賽事 |
| ------ | --- |
| 蔡樂爾 | - 1915年遠東運動會（上海）第2名 - 1917年遠東運動會（東京）第2名 |
| 马约翰 | 1919年遠東運動會（馬尼拉）第2名 |
| 王石卿 | 1921年遠東運動會（上海）第1名 |
| 董守义 | - 1923年遠東運動會（大阪）第2名 - 1925年遠東運動會（馬尼拉）第2名 - 1927年遠東運動會（上海）第2名 - 1930年遠東運動會（東京）第3名 - 1934年遠東運動會（馬尼拉）第2名 - 1936年奧林匹克運動會（柏林）第15名 |
| 宋君复 | 1948年奧林匹克運動會（倫敦）第18名 |
| 何聖格 | 1954年亞洲運動會（馬尼拉）第2名 |
| 牛炳鎰 | 1954年世界錦標賽（里約熱內盧）第5名 |
| 許彼德 | 1956年奧林匹克運動會（墨爾本）第11名 |
| 蔡文華 | - 1958年亞洲運動會（東京）第2名 - 1959年世界錦標賽（聖地牙哥）第4名 |
| 史賓塞 | 1960年亞洲錦標賽（馬尼拉）第2名 |
| 歐德里 | 1960年奧林匹克運動會資格賽（波隆那）第11名 |
| 王士选 | 1963年亞洲錦標賽（臺北）第2名 |
| 朱裕厚 | 1964年奧林匹克運動會資格賽（橫濱）第8名 |
| 贾志军 | 1965年亞洲錦標賽（吉隆坡）第5名 |
| 朱聲漪 | - 1966年亞洲運動會（曼谷）第5名 - 1970年亞洲運動會（曼谷）第4名 |
| 霍劍平 | - 1967年亞洲錦標賽（漢城）第5名 - 1971年亞洲錦標賽（東京）第4名 - 1973年亞洲錦標賽（馬尼拉）第3名 |
| 王毅軍 | 1969年亞洲錦標賽（曼谷）第4名 |
| 劉俊卿 | - 1985年亞洲錦標賽（吉隆坡）第6名 - 1989年亞洲錦標賽（北京）第3名 - 1990年亞洲運動會（北京）第5名 |
| 陳祖烈 | 1987年亞洲錦標賽（曼谷）第5名 |
| 李清棋 | - 1991年亞洲錦標賽（神戶）第4名 - 2003年亞洲錦標賽（哈爾濱）第11名 |
| 張克佑 | - 1993年東亞運動會（上海）第4名 - 1993年亞洲錦標賽（雅加達）第5名 |
| 卜樹人 | 1994年亞洲運動會（廣島）第6名 |
| 錢一飛 | - 1995年亞洲錦標賽（漢城）第4名 - 1998年亞洲運動會（曼谷）第5名 - 1999年亞洲錦標賽（福岡）第4名 - 2001年東亞運動會（大阪）第2名 |
| 古吉雄 | - 1997年東亞運動會（釜山）第1名 - 1997年亞洲錦標賽（利雅德）第6名 |
| 李雲光 | - 2001年亞洲錦標賽（上海）第7名 - 2002年亞洲運動會（釜山）第7名 - 2005年亞洲錦標賽東亞資格賽（陽江）第3名 - 2005年亞洲錦標賽（杜哈）第9名 - 2005年東亞運動會（澳門）第1名 - 2006年亞洲運動會（杜哈）第8名 |
| 胡再麟 | 2004年亞洲史坦克維奇盃（臺北）第3名 |
| 鄭光錫 | - 2007年亞洲錦標賽（德島）第6名 - 2009年亞洲錦標賽東亞資格賽（小牧）第4名 - 2009年亞洲錦標賽（天津）第5名 - 2009年東亞運動會（香港）第2名 |
| 張學雷 | 2010年亞洲史坦克維奇盃（貝魯特）第7名 |
| 周俊三 | - 2011年亞洲錦標賽東亞資格賽（南京）第4名 - 2011年亞洲錦標賽（武漢）第8名 - 2015年亞洲錦標賽（長沙）第13名 - 2017年亞洲盃東亞資格賽（長野）第1名 - 2017年亞洲盃（貝魯特）第12名 - 2019年世界盃亞洲區資格賽第一階段 - 2019年世界盃亞洲區資格賽第二階段 - 2019年世界盃亞洲區資格賽第三階段 - 2023年世界盃亞洲區資格賽第三階段 |
| 許晉哲 | - 2012年亞洲盃（東京）第6名 - 2013年亞洲錦標賽東亞資格賽（仁川）第5名 - 2013年亞洲錦標賽（馬尼拉）第4名 - 2013年東亞運動會（天津）第1名 - 2014年亞洲運動會（仁川）第9名 |
| 歐提斯 | 2014年亞洲盃（武漢）第2名 |
| 閻家驊 | 2016年亞洲挑戰盃（德黑蘭）第8名 |
| 帕克   | - 2018年亞洲運動會（雅加達）第4名 - 2021年亞洲盃資格賽第一階段 - 2021年亞洲盃資格賽第三階段 - 2021年亞洲盃資格賽第二輪（關島） - 2023年世界盃亞洲區資格賽第二階段 - 2022年亞洲盃（雅加達）第10名 |
| 桑茂森 | - 2022年亞洲運動會（杭州）第4名 - 2025年亞洲盃資格賽第一階段 |
| 圖奇   | - 2025年亞洲盃資格賽第二階段 - 2025年亞洲盃資格賽第三階段 - 2025年亞洲盃資格賽第二輪（臺北） - 2025年亞洲盃（吉達）第5名 |

## 歷年歸化球員
FIBA章程規定國家隊參加FIBA賽事時，陣中可擁有一名16歲以後取得該國國籍的球員。
2013年7月9日，戴維斯取得中華民國身分證及中華民國護照，成為中華臺北代表隊第一位歸化球員。
2021年5月27日，阿巴西正選2021年亞洲盃資格賽第三階段12人名單，成為戴維斯之後中華臺北代表隊第二位歸化球員。11月3日，阿提諾確定在不需放棄原有國籍情況下歸化中華民國國籍，成為中華臺北代表隊第二位依循戴維斯模式加入的歸化球員。阿提諾與中華民國籃球協會簽下兩年、月薪約一萬五千美元的合約，該份合約於2023年9月30日到期。
2023年3月7日，中華民國籃球協會公告阿巴西經FIBA審核通過自2023年度國際賽起能以本土球員身份征戰。
2024年7月1日，高柏鎧與中華民國籃球協會簽下1+1年歸化合約。11月1日，高柏鎧經FIBA確定可代表中華臺北參加國際賽。2025年7月20日，《自由時報》報導指中華民國籃球協會副秘書長張承中表示已與高柏鎧再次簽下1+1年合約，由中華民國籃球協會握有+1選擇權。
| 姓名   | 賽事 |
| ------ | --- |
| 戴維斯 | - 2013年亞洲錦標賽（馬尼拉）第4名 - 2013年東亞運動會（天津）第1名 - 2014年亞洲盃（武漢）第2名 - 2015年亞洲錦標賽（長沙）第13名 - 2016年亞洲挑戰盃（德黑蘭）第8名 - 2017年亞洲盃東亞資格賽（長野）第1名 - 2019年世界盃亞洲區資格賽第一階段 - 2019年世界盃亞洲區資格賽第二階段 - 2019年世界盃亞洲區資格賽第三階段 |
| 阿巴西 | 2021年亞洲盃資格賽第三階段 |
| 阿提諾 | - 2023年世界盃亞洲區資格賽第二階段 - 2022年亞洲盃（雅加達）第10名 - 2022年亞洲運動會（杭州）第4名 |
| 高柏鎧 | - 2025年亞洲盃資格賽第二階段 - 2025年亞洲盃資格賽第三階段 - 2025年亞洲盃資格賽第二輪（臺北） - 2025年亞洲盃（吉達）第5名 |

| 測試人選 | 威廉瓊斯盃國際籃球邀請賽   |
| -------- | -------------------------- |
| 佛勞維斯 | 2016年中華白、2019年中華藍 |
| 斑霸     | 2016年中華白、2023年中華白 |
| 巴羅     | 2017年中華白               |
| 莫巴耶   | 2024年中華白               |
| 丁恩迪   | 2025年中華白               |
| 阿拉薩   | 2025年中華藍               |

## 歷年參賽名單與比賽結果
2021年亞洲盃資格賽
第一階段
- 教練團：帕克、顏行書、陳國維、范耿祥、楊哲宜[34]
- 12人名單：
  - 2020年2月21日：黃鎮、周柏臣、陳盈駿、胡瓏貿、黃聰翰、呂政儒、蔣淯安、陳冠全、曾祥鈞、黃泓瀚、周儀翔、李啟瑋[35]
  - 2020年2月24日：煥亞、周柏臣、陳盈駿、胡瓏貿、黃聰翰、呂政儒、蔣淯安、陳冠全、謝宗融、周儀翔、蘇奕晉、李啟瑋[36]

| 2020年2月21日 第一階段 | （主）中華臺北                                          | 152–48                              | 马来西亚                                                 | 臺北                                                                                     |  |
| 19:00（GMT+8）         | 每節分數： 27–18、37–14、44–8、44–8                     | 每節分數： 27–18、37–14、44–8、44–8 | 每節分數： 27–18、37–14、44–8、44–8                      |                                                                                          |  |
|                        | 得分： 黃鎮 22 籃板： 曾祥鈞 14 助攻： 蔣淯安、黃泓瀚 7 | 賽後數據 （RealGM、Eurobasket）     | 得分： 黄荣淦 16 籃板： 程钟信、陈利伟 4 助攻： 黄荣淦 3 | 場館：臺北和平籃球館 裁判：Scott Beker（澳洲）、Budi Marfan（印尼）、Shin Gi-Rok（南韓） |  |

| 2020年2月24日 第一階段 | （主）中華臺北                                   | 57–96                                | 日本                                                              | 臺北                                                                                     |  |
| 19:00（GMT+8）         | 每節分數： 12–24、17–14、6–24、22–34             | 每節分數： 12–24、17–14、6–24、22–34 | 每節分數： 12–24、17–14、6–24、22–34                              |                                                                                          |  |
|                        | 得分： 陳盈駿 13 籃板： 陳盈駿 5 助攻： 陳盈駿 3 | 賽後數據                             | 得分： Rossiter、金丸晃輔 17 籃板： Rossiter 19 助攻： Rossiter 7 | 場館：臺北和平籃球館 裁判：Scott Beker（澳洲）、Budi Marfan（印尼）、Shin Gi-Rok（南韓） |  |

第三階段（克拉克）
- 教練團：帕克、鄭志龍、楊哲宜、許皓程[37]
- 選手：阿巴西（歸化球員）、吳家駿、李漢昇、谷毛唯嘉、譚傑龍、吳曉謹、謝亞軒、林任鴻、陳昱瑞、藍少甫、蘇士軒、盧峻翔

| 2021年6月17日 第三階段 | （主）中華臺北                                     | 66–115                                | 中國                                                        |                                                                                              |  |
| 18:00（GMT+8）         | 每節分數： 16–37、16–30、15–24、19–24              | 每節分數： 16–37、16–30、15–24、19–24 | 每節分數： 16–37、16–30、15–24、19–24                       |                                                                                              |  |
|                        | 得分： 謝亞軒 25 籃板： 蘇士軒 6 助攻： 谷毛唯嘉 6 | 賽後數據                              | 得分： 吳前、刘传兴、陸文博 16 籃板： 张镇麟 11 助攻： 徐 8 | 場館：AUF Gymnasium 裁判：Harja Jaladri（印尼）、Ricor Buaron（菲律賓）、Budi Marfan（印尼） |  |

| 2021年6月18日 第三階段 | （客）中華臺北                                                     | 61–98                                 | 日本                                                                | |  |
| 14:30（GMT+8）         | 每節分數： 16–25、22–27、10–28、13–18                              | 每節分數： 16–25、22–27、10–28、13–18 | 每節分數： 16–25、22–27、10–28、13–18                               | |  |
|                        | 得分： 谷毛唯嘉 11 籃板： 陳昱瑞、蘇士軒 4 助攻： 譚傑龍、謝亞軒 3 | 賽後數據                              | 得分： Edwards 21 籃板： 謝亞佛幸樹 10 助攻： 凡卓曼禮生、Edwards 6 | 場館：AUF Gymnasium 裁判：Ferdinand Pascual（菲律賓）、Budi Marfan（印尼）、Joenard Garcia（菲律賓） |  |

| 2021年6月20日 第三階段 | （客）中華臺北                                   | 73–91                                 | 中國                                            |                                                                                                   |  |
| 18:30（GMT+8）         | 每節分數： 16–28、23–21、14–27、20–15            | 每節分數： 16–28、23–21、14–27、20–15 | 每節分數： 16–28、23–21、14–27、20–15           |                                                                                                   |  |
|                        | 得分： 吳家駿 13 籃板： 蘇士軒 9 助攻： 李漢昇 4 | 賽後數據                              | 得分： 周鹏 21 籃板： 沈梓捷 14 助攻： 赵继伟 6 | 場館：AUF Gymnasium 裁判：Ferdinand Pascual（菲律賓）、Budi Marfan（印尼）、Harja Jaladri（印尼） |  |

|                                                                                   | （客）中華臺北 | vs.      | 马来西亚 |  |
|                                                                                   |                |          |          |  |
|                                                                                   |                | 賽後數據 |          |  |
| 註：马来西亚未參加2021年6月於菲律賓舉行的第三（階段）窗口期賽事，相關賽事被取消。 |                |          |          |  |

第二輪（關島）
- 教練團：帕克、楊哲宜、許皓程[45]
- 選手：林庭謙、吳永盛、周柏臣、陳盈駿、胡瓏貿、黃聰翰、謝宗融、林韋翰、蘇士軒、黃泓瀚、李德威、李啟瑋[46][47]

| 2021年8月26日 第二輪 | 中華臺北                                         | 72–77                                | 關島                                                           | |  |
| 19:00（GMT+10）      | 每節分數： 25–16、20–22、9–19、18–20             | 每節分數： 25–16、20–22、9–19、18–20 | 每節分數： 25–16、20–22、9–19、18–20                           | |  |
|                      | 得分： 陳盈駿 24 籃板： 李德威 5 助攻： 陳盈駿 3 | 賽後數據                             | 得分： Wesley 23 籃板： Galloway 16 助攻： Hechanova、Wesley 3 | 場館：Calvo Field House 進場人次：125 裁判：Ricor Buaron（菲律賓）、李景煥（南韓）、漆間大吾（日本） |  |

| 2021年8月28日 第二輪 | 中華臺北                                         | 85–77                                 | 關島                                                            |                                                                                                 |  |
| 14:00（GMT+10）      | 每節分數： 16–23、26–15、27–25、16–14            | 每節分數： 16–23、26–15、27–25、16–14 | 每節分數： 16–23、26–15、27–25、16–14                           |                                                                                                 |  |
|                      | 得分： 林庭謙 26 籃板： 胡瓏貿 5 助攻： 陳盈駿 7 | 賽後數據                              | 得分： Johnson 18 籃板： Galloway 14 助攻： Hechanova、Wesley 3 | 場館：Calvo Field House 裁判：Ricor Buaron（菲律賓）、Park Kyoung-Jin（南韓）、漆間大吾（日本） |  |

2023年世界盃亞洲區資格賽
第二階段（沖繩）
- 教練團：帕克、楊哲宜、吳俊雄、廖覎鋕[48][49]
- 12人名單：
  - 2022年2月25日：林秉聖、白曜誠、江均、魏嘉豪、王律翔、周桂羽、林正、周儀翔、韓諭、阿提諾（歸化球員）、范士恩、吳曉謹[50]
  - 2022年2月26日：林秉聖、白曜誠、江均、魏嘉豪、林子洧、周桂羽、林信寬、林正、周儀翔、韓諭、阿提諾（歸化球員）、吳曉謹[51]
  - 2022年2月27日：林秉聖、白曜誠、魏嘉豪、王律翔、林子洧、周桂羽、林信寬、林正、韓諭、阿提諾（歸化球員）、范士恩、吳曉謹[52]

| 2022年2月25日 第二階段 | （客）中華臺北                                   | 61–98                                |                                                           | |  |
| 15:05（GMT+9）         | 每節分數： 11–28、11–20、30–22、9–28             | 每節分數： 11–28、11–20、30–22、9–28 | 每節分數： 11–28、11–20、30–22、9–28                      | |  |
|                        | 得分： 阿提諾 14 籃板： 阿提諾 8 助攻： 周桂羽 4 | 賽後數據                             | 得分： Kay 14 籃板： Kay、Moller 7 助攻： Kay、Mudronja 5 | 場館：沖繩體育館 進場人次：104 裁判：Harja Jaladri（印尼）、Glenn Cornelio（菲律賓）、Park Kyoung-Jin（南韓） |  |

| 2022年2月26日 第二階段 | （主）中華臺北                                    | 71–76                                 | 日本                                                        | |  |
| 12:05（GMT+9）         | 每節分數： 21–15、18–18、14–16、18–27             | 每節分數： 21–15、18–18、14–16、18–27 | 每節分數： 21–15、18–18、14–16、18–27                       | |  |
|                        | 得分： 周桂羽 21 籃板： 阿提諾 18 助攻： 阿提諾 5 | 賽後數據                              | 得分： 西田優大 27 籃板： Evans 12 助攻： 富樫勇樹、Evans 4 | 場館：沖繩體育館 進場人次：898 裁判：Harja Jaladri（印尼）、Park Kyoung-Jin（南韓）、李景煥（南韓） |  |

| 2022年2月28日 第二階段 | （主）中華臺北                                    | 71–90                                 |                                           | |  |
| 15:30（GMT+9）         | 每節分數： 25–29、21–27、10–17、15–17             | 每節分數： 25–29、21–27、10–17、15–17 | 每節分數： 25–29、21–27、10–17、15–17     | |  |
|                        | 得分： 阿提諾 20 籃板： 阿提諾 13 助攻： 白曜誠 6 | 賽後數據                              | 得分： Kay 14 籃板： Kay 11 助攻： Kay 10 | 場館：沖繩體育館 進場人次：86 裁判：李景煥（南韓）、Glenn Cornelio（菲律賓）、Park Kyoung-Jin（南韓） |  |

第三階段（墨爾本）
- 教練團：周俊三、鄭志龍、吳俊雄、廖覎鋕[48]
- 12人名單：
  - 2022年7月1日：林秉聖、陳又瑋、游艾喆、唐維傑、王子綱、張鎮衙、吳怡斌、孫思堯、林正、盧峻翔、陳兆豪、周暐宸[55]
    - 註：王子綱與林正在賽前確診COVID-19，因出賽名單須在比賽前一天提交，所以兩位選手仍在出賽名單當中[56]。

  - 2022年7月3日：林彥廷、林秉聖、陳又瑋、游艾喆、唐維傑、張鎮衙、吳怡斌、孫思堯、盧峻翔、陳兆豪、周暐宸[57]
  - 2022年7月4日：林彥廷、林秉聖、陳又瑋、游艾喆、唐維傑、張鎮衙、吳怡斌、孫思堯、盧峻翔、陳兆豪、周暐宸[58]

| 2022年7月1日 第三階段 | （客）中華臺北                                                   | 58–94                                 | 中國                                             | |  |
| 17:10（GMT+10）       | 每節分數： 17–26、21–16、10–30、10–22                            | 每節分數： 17–26、21–16、10–30、10–22 | 每節分數： 17–26、21–16、10–30、10–22            | |  |
|                       | 得分： 林秉聖 15 籃板： 張鎮衙 5 助攻： 林秉聖、陳又瑋、孫思堯 2 | 賽後數據                              | 得分： 胡明轩 26 籃板： 王哲林 9 助攻： 赵继伟 9 | 場館：約翰·凱因體育館 進場人次：2,038 裁判：Dallas Pickering（紐西蘭）、梁俊荣（新加坡）、Budi Marfan（印尼） |  |

| 2022年7月3日 第三階段 | （客）中華臺北                                    | 49–89                                | 日本                                                    | |  |
| 16:10（GMT+10）       | 每節分數： 14–25、13–17、9–18、13–29              | 每節分數： 14–25、13–17、9–18、13–29 | 每節分數： 14–25、13–17、9–18、13–29                    | |  |
|                       | 得分： 唐維傑 15 籃板： 唐維傑 10 助攻： 游艾喆 3 | 賽後數據                             | 得分： 富永啓生 17 籃板： 提布斯·海 9 助攻： 河村勇輝 8 | 場館：約翰·凱因體育館 進場人次：4,650 裁判：Dallas Pickering（紐西蘭）、Budi Marfan（印尼）、Joenard Garcia（菲律賓） |  |

| 2022年7月4日 第三階段 | （主）中華臺北                                   | 56–97                                 | 中國                                                  | |  |
| 18:40（GMT+10）       | 每節分數： 14–34、12–21、16–19、14–23            | 每節分數： 14–34、12–21、16–19、14–23 | 每節分數： 14–34、12–21、16–19、14–23                 | |  |
|                       | 得分： 游艾喆 11 籃板： 孫思堯 5 助攻： 陳兆豪 4 | 賽後數據                              | 得分： 王哲林、周琦 16 籃板： 周琦 10 助攻： 孙铭徽 7 | 場館：約翰·凱因體育館 進場人次：1,306 裁判：Dallas Pickering（紐西蘭）、Park Kyoung-Jin（南韓）、梁俊荣（新加坡） |  |

2022年亞洲盃（雅加達）第10名
- 教練團：帕克、楊哲宜、桑茂森、陳國維、許皓程[59][60][61]
- 選手：林庭謙、林俊吉、劉錚、李愷諺、陳盈駿、黃聰翰、陳冠全、蘇士軒、周伯勳、簡祐哲、黃泓瀚、阿提諾（歸化球員）

| 2022年7月12日 預賽 | 中華臺北                                       | 102–84                                | 巴林                                               | |  |
| 11:00（GMT+7）     | 每節分數： 22–15、23–18、32–20、25–31          | 每節分數： 22–15、23–18、32–20、25–31 | 每節分數： 22–15、23–18、32–20、25–31              | |  |
|                    | 得分： 劉錚 29 籃板： 阿提諾 9 助攻： 陳盈駿 6 | 賽後數據                              | 得分： Chism 24 籃板： Chism 18 助攻： Al-Derazi 7 | 場館：史納延紀念體育館 進場人次：2,000 裁判：Harja Jaladri（印尼）、Mohammad Doost（伊朗）、Budi Marfan（印尼） |  |

| 2022年7月14日 預賽 | 中華臺北                                         | 73–87                                 |                                                           | |  |
| 15:00（GMT+7）     | 每節分數： 20–22、15–29、21–22、17–14            | 每節分數： 20–22、15–29、21–22、17–14 | 每節分數： 20–22、15–29、21–22、17–14                     | |  |
|                    | 得分： 阿提諾 18 籃板： 阿提諾 7 助攻： 陳盈駿 7 | 賽後數據                              | 得分： 羅健兒 19 籃板： 羅健兒 12 助攻： 崔俊勇、李大成 5 | 場館：史納延紀念體育館 進場人次：843 裁判：加藤譽樹（日本）、Yevgeniy Mikheyev（哈薩克）、Wissam Zein（敘利亞） |  |

| 2022年7月16日 預賽 | 中華臺北                                                  | 80–95                                 | 中國                                             | |  |
| 20:00（GMT+7）     | 每節分數： 19–28、24–26、22–20、15–21                     | 每節分數： 19–28、24–26、22–20、15–21 | 每節分數： 19–28、24–26、22–20、15–21            | |  |
|                    | 得分： 林庭謙 30 籃板： 阿提諾 12 助攻： 林庭謙、陳盈駿 5 | 賽後數據（PDF）                       | 得分： 王哲林 17 籃板： 翟晓川 9 助攻： 孙铭徽 7 | 場館：史納延紀念體育館 進場人次：1,300 裁判：Rabah Noujaim（黎巴嫩）、Ahmed Al-Shuwaili（伊拉克）、Wissam Zein（敘利亞） |  |

| 2022年7月18日 淘汰圈附加賽 | 中華臺北                                         | 96–97                                 | 约旦                                                    | |  |
| 20:00（GMT+7）             | 每節分數： 25–23、24–19、20–26、27–29            | 每節分數： 25–23、24–19、20–26、27–29 | 每節分數： 25–23、24–19、20–26、27–29                   | |  |
|                            | 得分： 陳盈駿 20 籃板： 阿提諾 8 助攻： 陳盈駿 5 | 賽後數據                              | 得分： Tucker 36 籃板： Al-Dwairi 15 助攻： Al-Dwairi 6 | 場館：史納延紀念體育館 進場人次：300 裁判：Park Kyoung-Jin（南韓）、Ahmed Al-Bulushi（阿曼）、James Boyer（澳洲） |  |

2024年奧運資格賽亞洲區預選賽（大馬士革）
- 教練團：李逸驊（總教練）、莫米爾（教練）、蔡琪揚（教練）、穆建宏（體能教練）、范翔宇（防護員）、戴嘉良（情蒐員）、施智傑（翻譯）[62]
- 選手：曹薰襄、譚傑龍、施晉堯、溫立煌、盧冠軒、林秉聖、劉人豪、谷毛唯嘉、簡偉儒、吳怡斌、魏嘉豪、張家禾[63][62]

| 2023年8月12日            | 中華臺北 | vs.      | 巴林 |                         |  |
| （GMT+3）                |          |          |      |                         |  |
|                          |          | 賽後數據 |      | 場館：Al-Fayhaa Stadium |  |
| 註：因為安全因素不參加。 |          |          |      |                         |  |

| 2023年8月13日            | 中華臺北 | vs.      | 印度 |                         |  |
| （GMT+3）                |          |          |      |                         |  |
|                          |          | 賽後數據 |      | 場館：Al-Fayhaa Stadium |  |
| 註：因為安全因素不參加。 |          |          |      |                         |  |

| 2023年8月15日            | 中華臺北 | vs.      |  |                         |  |
| （GMT+3）                |          |          |  |                         |  |
|                          |          | 賽後數據 |  | 場館：Al-Fayhaa Stadium |  |
| 註：因為安全因素不參加。 |          |          |  |                         |  |

2022年亞洲運動會（杭州）第4名
- 教練團：桑茂森、楊哲宜、陳國維、黃冠為[64]
- 選手：李啟瑋、曾文鼎、吳永盛、劉錚、林庭謙、阿巴西、謝亞軒、阿提諾（歸化球員）、李德威、曾祥鈞、周伯勳、盧峻翔[65]

| 2023年9月26日 預賽 | 中華臺北                                        | 81–62                                 | 香港                                                     | |  |
| 20:00（GMT+8）     | 每節分數： 24–10、20–17、19–18、18–17           | 每節分數： 24–10、20–17、19–18、18–17 | 每節分數： 24–10、20–17、19–18、18–17                    | |  |
|                    | 得分： 劉錚 18 籃板： 阿提諾 10 助攻： 林庭謙 7 | 賽後數據                              | 得分： 惠龍兒 16 籃板： 惠龍兒 8 助攻： 梁兆華、蔡再懃 3 | 場館：浙江大学体育馆 裁判：Issam Al-Siyabi（阿曼）、Bandar Al-Suwaidi（卡達）、Cheon Kam-Jae（南韓） |  |

| 2023年9月28日 預賽 | 中華臺北                                          | 69–89                                 | 中國                                              | |  |
| 20:00（GMT+8）     | 每節分數： 12–23、15–19、26–28、16–19             | 每節分數： 12–23、15–19、26–28、16–19 | 每節分數： 12–23、15–19、26–28、16–19             | |  |
|                    | 得分： 阿提諾 21 籃板： 阿提諾 11 助攻： 林庭謙 7 | 賽後數據                              | 得分： 赵继伟 19 籃板： 张镇麟 11 助攻： 赵继伟 7 | 場館：杭州奥体中心体育场 裁判：Wissam Zein（敘利亞）、Issam Al-Siyabi（阿曼）、Anan Daraghma（巴勒斯坦） |  |

| 2023年9月30日 預賽 | 中華臺北                                               | 78–75                                 | 蒙古国                                                           |                                                                                                   |  |
| 20:00（GMT+8）     | 每節分數： 22–19、21–25、19–20、16–11                  | 每節分數： 22–19、21–25、19–20、16–11 | 每節分數： 22–19、21–25、19–20、16–11                            |                                                                                                   |  |
|                    | 得分： 阿提諾 27 籃板： 劉錚、阿提諾 8 助攻： 曾文鼎 6 | 賽後數據                              | 得分： Amarbayasgalan 16 籃板： Davaadorj 9 助攻： Gantsolmon 11 | 場館：浙江大学体育馆 裁判：Mohamed Alsalam（巴林）、Kim Bo-Hui（南韓）、Bandar Al-Suwaidi（卡達） |  |

| 2023年10月2日 淘汰圈附加賽 | 中華臺北                                          | 83–62                                 |                                                  | |  |
| 12:00（GMT+8）             | 每節分數： 20–11、24–15、22–18、17–18             | 每節分數： 20–11、24–15、22–18、17–18 | 每節分數： 20–11、24–15、22–18、17–18            | |  |
|                            | 得分： 林庭謙 19 籃板： 阿提諾 11 助攻： 林庭謙 8 | 賽後數據                              | 得分： Pan 23 籃板： Pan 7 助攻： Murzagaliyev 7 | 場館：杭州奥体中心体育场 裁判：Paul Skayem（黎巴嫩）、Cheon Kam-Jae（南韓）、Bandar Al-Suwaidi（卡達） |  |

| 2023年10月3日 半準決賽 | 中華臺北                                                | 85–66                                 | 日本                                                             |                                                                                               |  |
| 20:00（GMT+8）         | 每節分數： 28–12、15–13、23–18、19–23                   | 每節分數： 28–12、15–13、23–18、19–23 | 每節分數： 28–12、15–13、23–18、19–23                            |                                                                                               |  |
|                        | 得分： 林庭謙 28 籃板： 劉錚、阿提諾 10 助攻： 林庭謙 8 | 賽後數據                              | 得分： 今村佳太 15 籃板： 今村佳太 5 助攻： 赤穂雷太、川島悠翔 3 | 場館：浙江大学体育馆 裁判：Wissam Zein（敘利亞）、Kim Bo-Hui（南韓）、Mohamed Alsalam（巴林） |  |

| 2023年10月4日 準決賽 | 中華臺北                                                        | 71–90                                 | 约旦                                                           | |  |
| 16:00（GMT+8）       | 每節分數： 16–19、19–26、12–24、24–21                           | 每節分數： 16–19、19–26、12–24、24–21 | 每節分數： 16–19、19–26、12–24、24–21                          | |  |
|                      | 得分： 林庭謙 12 籃板： 阿提諾 11 助攻： 林庭謙、劉錚、李德威 4 | 賽後數據                              | 得分： Hollis-Jefferson 20 籃板： Bohannon 15 助攻： Mustafa 6 | 場館：杭州奥体中心体育场 裁判：Harja Jaladri（印尼）、Preeda Muongmee（泰國）、Issam Al-Siyabi（阿曼） |  |

| 2023年10月6日 銅牌戰 | 中華臺北                                          | 73–101                                | 中國                                             | |  |
| 16:00（GMT+8）       | 每節分數： 29–21、20–25、10–34、14–21             | 每節分數： 29–21、20–25、10–34、14–21 | 每節分數： 29–21、20–25、10–34、14–21            | |  |
|                      | 得分： 林庭謙 20 籃板： 阿提諾 13 助攻： 阿巴西 5 | 賽後數據                              | 得分： 崔永熙 20 籃板： 胡金秋 6 助攻： 赵继伟 8 | 場館：杭州奥体中心体育场 裁判：Alexey Stepanenko（哈薩克）、Issam Al-Siyabi（阿曼）、Cheon Kam-Jae（南韓） |  |

2025年亞洲盃資格賽
第一階段
- 教練團：桑茂森（總教練）、陳國維（助理教練）、廖覎鋕（助理教練）、圖奇（技術顧問）、桑一慶（情蒐、翻譯）[66][67]
- 12人名單：
  - 2024年2月22日：陳侑昫、劉錚、高錦瑋、游艾喆、謝亞軒、林俊吉、張家禾、譚傑龍、謝宗融、林信寬、林正、王皓吉[68]
  - 2024年2月25日：林秉聖、陳侑昫、劉錚、高錦瑋、游艾喆、謝亞軒、林俊吉、張家禾、謝宗融、林信寬、林正、王皓吉[69]

| 2024年2月22日 第一階段 | （主）中華臺北                                         | 69–89                                | 新西兰                                                        | 臺北 |  |
| 19:00（GMT+8）         | 每節分數： 20–26、28–23、13–17、8–23                   | 每節分數： 20–26、28–23、13–17、8–23 | 每節分數： 20–26、28–23、13–17、8–23                          | |  |
|                        | 得分： 劉錚 20 籃板： 王皓吉 4 助攻： 游艾喆、謝亞軒 3 | 賽後數據（PDF）                      | 得分： Rusbatch 26 籃板： Timmins 9 助攻： Ngatai、Prewster 5 | 場館：臺北和平籃球館 進場人次：1,949 裁判：漆間大吾（日本）、Christopher Reid（澳洲）、Suebpong Wichaiphin（泰國） |  |

| 2024年2月25日 第一階段 | （客）中華臺北                               | 53–106                                | 菲律賓                                                  | 帕西格 |  |
| 19:30（GMT+8）         | 每節分數： 13–26、14–26、14–30、12–24        | 每節分數： 13–26、14–26、14–30、12–24 | 每節分數： 13–26、14–26、14–30、12–24                   | |  |
|                        | 得分： 劉錚 13 籃板： 林正 5 助攻： 林俊吉 5 | 賽後數據（PDF）                       | 得分： Brownlee 26 籃板： Brownlee 13 助攻： Thompson 9 | 場館：PhilSports Arena 進場人次：7,812 裁判：Nattapong Jontapa（泰國）、Christopher Reid（澳洲）、Suebpong Wichaiphin（泰國） |  |

第二階段
- 教練團：圖奇（總教練）、陳國維（助理教練）、楊宜峰（助理教練）、吳政（助理教練）、洪志善（情蒐教練）、桑一慶（情蒐教練）、黃柏偉（技術教練）[70]
- 12人名單：
  - 2024年11月21日：林庭謙、阿巴西、馬建豪、林秉聖、高錦瑋、劉錚、陳盈駿、胡瓏貿、周桂羽、蘇士軒、高柏鎧（歸化球員）、曾祥鈞[71]
  - 2024年11月25日：林庭謙、阿巴西、林秉聖、劉錚、游艾喆、陳盈駿、胡瓏貿、陳冠全、蘇士軒、高柏鎧（歸化球員）、盧峻翔、曾祥鈞[72]

| 2024年11月21日 第二階段 | （主）中華臺北                                     | 85–55                                 | 香港                                                     | 臺北 |  |
| 19:00（GMT+8）          | 每節分數： 23–12、28–10、16–12、18–21              | 每節分數： 23–12、28–10、16–12、18–21 | 每節分數： 23–12、28–10、16–12、18–21                    | |  |
|                         | 得分： 阿巴西 18 籃板： 高柏鎧 13 助攻： 陳盈駿 13 | 賽後數據（PDF）                       | 得分： 徐遠征 11 籃板： 卜聿揚 7 助攻： 楊睿騏、徐遠征 2 | 場館：臺北和平籃球館 進場人次：4,080 裁判：Preeda Muongmee（泰國）、Budi Marfan（印尼）、Nattapong Jontapa（泰國） |  |

| 2024年11月25日 第二階段 | （客）中華臺北                                           | 64–81                                | 新西兰                                                           | 基督城 |  |
| 19:00（GMT+13）         | 每節分數： 6–23、26–14、15–15、17–29                     | 每節分數： 6–23、26–14、15–15、17–29 | 每節分數： 6–23、26–14、15–15、17–29                             | |  |
|                         | 得分： 阿巴西 14 籃板： 蘇士軒 5 助攻： 林庭謙、胡瓏貿 4 | 賽後數據（PDF）                      | 得分： Waardenburg 16 籃板： Harris、Waardenburg 13 助攻： Ili 8 | 場館：基督城體育館 進場人次：3,235 裁判：Scott Beker（澳洲）、Mohammad Doost（伊朗）、Nicolas Fernandes（澳洲） |  |

第三階段
- 教練團：圖奇（總教練）、陳暉（助理教練）、楊宜峰（助理教練）、吳政（助理教練）、洪志善（情蒐教練）、謝一謙（情蒐教練）、黃柏偉（技術助理教練）、黃冠為（體能教練）、曾智宏（體能教練）[73]
- 12人名單：
  - 2025年2月20日：林庭謙、阿巴西、馬建豪、劉錚、游艾喆、周桂羽、藍少甫、高柏鎧（歸化球員）、盧峻翔、高錦瑋、陳冠全、曾祥鈞[74][75]
  - 2025年2月23日：林庭謙、阿巴西、馬建豪、陳又瑋、游艾喆、周桂羽、林信寬、林正、雷蒙恩、高柏鎧（歸化球員）、盧峻翔、高錦瑋[76][77]

| 2025年2月20日 第三階段 | （主）中華臺北                                                   | 91–84                                 | 菲律賓                                                           | 臺北 |  |
| 19:00（GMT+8）         | 每節分數： 22–20、25–25、24–16、20–23                            | 每節分數： 22–20、25–25、24–16、20–23 | 每節分數： 22–20、25–25、24–16、20–23                            | |  |
|                        | 得分： 林庭謙、阿巴西 21 籃板： 高柏鎧 8 助攻： 林庭謙、高錦瑋 5 | 賽後數據（PDF）                       | 得分： Brownlee 39 籃板： Thompson 8 助攻： Thompson、Brownlee 8 | 場館：臺北和平籃球館 進場人次：3,870 裁判：加藤譽樹（日本）、Budi Marfan（印尼）、Suebpong Wichaiphin（泰國） |  |

| 2025年2月23日 第三階段 | （客）中華臺北                                            | 99–83                                 | 香港                                           | 香港 |  |
| 19:00（GMT+8）         | 每節分數： 21–17、23–27、25–17、30–22                     | 每節分數： 21–17、23–27、25–17、30–22 | 每節分數： 21–17、23–27、25–17、30–22          | |  |
|                        | 得分： 林信寬 21 籃板： 高柏鎧 18 助攻： 林庭謙、陳又瑋 4 | 賽後數據（PDF）                       | 得分： 梁兆華 18 籃板： 梁兆華 4 助攻： 楊和 4 | 場館：荃灣體育館 進場人次：1,043 裁判：加藤譽樹（日本）、Rakesh Ramalingaiah（印度）、Suebpong Wichaiphin（泰國） |  |

第二輪（臺北）
- 教練團：圖奇（總教練）、陳暉（助理教練）、楊宜峰（助理教練）、洪志善（助理教練）、黃柏偉（技術助理教練）、桑一慶（情蒐）、謝一謙（情蒐）、黃冠為（體能教練）、陳思叡（體能教練）
- 選手：林庭謙、阿巴西、馬建豪、劉錚、周桂羽、陳盈駿、胡瓏貿、雷蒙恩、高柏鎧（歸化球員）、盧峻翔、高錦瑋、陳冠全[79][80]

| 2025年3月19日 第二輪 | 中華臺北                                          | 113–73                                | 關島                                                | |  |
| 19:00（GMT+8）       | 每節分數： 29–19、25–19、37–14、22–21             | 每節分數： 29–19、25–19、37–14、22–21 | 每節分數： 29–19、25–19、37–14、22–21               | |  |
|                      | 得分： 阿巴西 23 籃板： 高柏鎧 13 助攻： 陳盈駿 6 | 賽後數據（PDF）                       | 得分： Ross 22 籃板： Ross 7 助攻： Johnson、Cruz 3 | 場館：臺北市立大學天母校區體育館 進場人次：3,328 裁判：加藤譽樹（日本）、Glenn Cornelio（菲律賓）、梁俊荣（新加坡） |  |

| 2025年3月21日 第二輪 | 中華臺北                                           | 122–60                                | 泰國                                               | |  |
| 19:00（GMT+8）       | 每節分數： 29–12、30–18、32–13、31–17              | 每節分數： 29–12、30–18、32–13、31–17 | 每節分數： 29–12、30–18、32–13、31–17              | |  |
|                      | 得分： 馬建豪 20 籃板： 高柏鎧 15 助攻： 陳盈駿 10 | 賽後數據（PDF）                       | 得分： Ejesu 19 籃板： Ejesu 13 助攻： Jaimsawad 3 | 場館：臺北市立大學天母校區體育館 進場人次：3,594 裁判：加藤譽樹（日本）、Harja Jaladri（印尼）、Glenn Cornelio（菲律賓） |  |

2025年亞洲盃（吉達）第5名
- 教練團：圖奇（總教練）、楊宜峰（教練）、楊哲宜（教練）、盧譽誠（教練）、謝一謙（情蒐教練）、黃冠為（體能教練）、劉芃顥（防護教練）、杜瑞煌（防護教練）、董晉嘉（翻譯）[81]
- 選手：林庭謙、阿巴西、馬建豪、賀博、劉錚、賀丹、陳盈駿、胡瓏貿、高柏鎧（歸化球員）、高錦瑋、陳冠全、曾祥鈞[82][83]

| 2025年8月5日 預賽 | 中華臺北                                         | 95–87                                 | 菲律賓                                          | |  |
| 21:00（GMT+3）    | 每節分數： 27–16、16–18、30–28、22–25            | 每節分數： 27–16、16–18、30–28、22–25 | 每節分數： 27–16、16–18、30–28、22–25           | |  |
|                   | 得分： 陳盈駿 34 籃板： 高柏鎧 9 助攻： 林庭謙 3 | 賽後數據（PDF）                       | 得分： Brownlee 19 籃板： Edu 12 助攻： Ramos 6 | 場館：阿卜杜拉国王体育城 進場人次：3,075 裁判：Rabah Noujaim（黎巴嫩）、Wissam Zein（敘利亞）、Sadegh Ghanbari Damanab（伊朗） |  |

| 2025年8月7日 預賽 | 中華臺北                                          | 87–60                                 | 伊拉克                                                       | |  |
| 14:00（GMT+3）    | 每節分數： 18–13、21–15、24–13、24–19             | 每節分數： 18–13、21–15、24–13、24–19 | 每節分數： 18–13、21–15、24–13、24–19                        | |  |
|                   | 得分： 林庭謙 22 籃板： 高柏鎧 10 助攻： 陳盈駿 4 | 賽後數據（PDF）                       | 得分： Alibraheemi 20 籃板： Hammoodi 8 助攻： Abdul-Allah 4 | 場館：阿卜杜拉国王体育城 進場人次：200 裁判：Scott Beker（澳洲）、Ahmed Al-Bulushi（阿曼）、Sadegh Ghanbari Damanab（伊朗） |  |

| 2025年8月9日 預賽 | 中華臺北                                       | 78–118                                | 新西兰                                                       | |  |
| 21:00（GMT+3）    | 每節分數： 18–19、17–30、24–35、19–34          | 每節分數： 18–19、17–30、24–35、19–34 | 每節分數： 18–19、17–30、24–35、19–34                        | |  |
|                   | 得分： 賀博 24 籃板： 高柏鎧 5 助攻： 陳盈駿 3 | 賽後數據（PDF）                       | 得分： Cameron 28 籃板： Davison、Cameron 9 助攻： Cameron 8 | 場館：阿卜杜拉国王体育城 進場人次：250 裁判：Rabah Noujaim（黎巴嫩）、Wissam Zein（敘利亞）、Sadegh Ghanbari Damanab（伊朗） |  |

| 2025年8月11日 淘汰圈附加賽 | 中華臺北                                        | 78–64                                 | 约旦                                                                 | |  |
| 14:00（GMT+3）             | 每節分數： 21–17、18–18、21–14、18–15           | 每節分數： 21–17、18–18、21–14、18–15 | 每節分數： 21–17、18–18、21–14、18–15                                | |  |
|                            | 得分： 賀丹 18 籃板： 高柏鎧 13 助攻： 陳盈駿 4 | 賽後數據（PDF）                       | 得分： Tucker 20 籃板： Abdull. Olajuwon 9 助攻： Al-Taweel、Abbas 2 | 場館：阿卜杜拉国王体育城 進場人次：250 裁判：Ahmed Al-Shuwaili（伊拉克）、Harja Jaladri（印尼）、Ahmed Al-Bulushi（阿曼） |  |

| 2025年8月13日 半準決賽 | 中華臺北                                                               | 75–78                                 | 伊朗                                                    | |  |
| 19:00（GMT+3）         | 每節分數： 24–11、18–15、22–26、11–26                                  | 每節分數： 24–11、18–15、22–26、11–26 | 每節分數： 24–11、18–15、22–26、11–26                   | |  |
|                        | 得分： 林庭謙 22 籃板： 高柏鎧 7 助攻： 林庭謙、賀博、陳盈駿、高錦瑋 2 | 賽後數據（PDF）                       | 得分： Amini 30 籃板： Kazemi 12 助攻： Amini、Jafari 3 | 場館：阿卜杜拉国王体育城 進場人次：269 裁判：加藤譽樹（日本）、Yevgeniy Mikheyev（哈薩克）、Preeda Muongmee（泰國） |  |

2027年世界盃亞洲區資格賽
第一階段
- 教練團：
- 選手：

| 2025年11月28日 第一階段 | （客）中華臺北        | vs.                   | 日本                  |  |
| :（GMT+9）              | 每節分數： –、–、–、– | 每節分數： –、–、–、– | 每節分數： –、–、–、– |  |
|                         |                       | 賽後數據              |                       |  |

| 2025年12月1日 第一階段 | （主）中華臺北        | vs.                   | 日本                  |  |
| :（GMT+8）             | 每節分數： –、–、–、– | 每節分數： –、–、–、– | 每節分數： –、–、–、– |  |
|                        |                       | 賽後數據              |                       |  |

第二階段
- 教練團：
- 選手：

| 2026年2月26日 第二階段 | （主）中華臺北        | vs.                   |                       |  |
| :（GMT+8）             | 每節分數： –、–、–、– | 每節分數： –、–、–、– | 每節分數： –、–、–、– |  |
|                        |                       | 賽後數據              |                       |  |

| 2026年3月1日 第二階段 | （主）中華臺北        | vs.                   | 中國                  |  |
| :（GMT+8）            | 每節分數： –、–、–、– | 每節分數： –、–、–、– | 每節分數： –、–、–、– |  |
|                       |                       | 賽後數據              |                       |  |

第三階段
- 教練團：
- 選手：

| 2026年7月3日 第三階段 | （客）中華臺北        | vs.                   |                       |  |
| :（GMT+9）            | 每節分數： –、–、–、– | 每節分數： –、–、–、– | 每節分數： –、–、–、– |  |
|                       |                       | 賽後數據              |                       |  |

| 2026年7月6日 第三階段 | （客）中華臺北        | vs.                   | 中國                  |  |
| :（GMT+8）            | 每節分數： –、–、–、– | 每節分數： –、–、–、– | 每節分數： –、–、–、– |  |
|                       |                       | 賽後數據              |                       |  |

## 註解
1. 1 2 3 4 5 6 7 8 9 10 11 12 13 14 15 16 17 18 19 20 21 22 23 24 25 26  因COVID-19疫情取消主客場制，改採賽會制辦理。
2. ↑  2009年至2017年為東亞籃球錦標賽。
3. 1 2 3  第三（階段）窗口期賽程原定2021年2月進行，因COVID-19疫情延至2021年6月舉行[39][40]。
4. 1 2  原定2020年11月第二（階段）窗口期進行，因COVID-19疫情延至2021年2月第三（階段）窗口期舉行[38][c]。
5. 1 2  因2021年亞洲盃延至2022年7月舉行，第二輪賽程原定2021年8月12、14日進行，延至8月26、28日辦理[45]。
6. 1 2  原定2021年11月第一（階段）窗口期進行，延至2022年2月第二（階段）窗口期舉行[53][54]。
7. ↑  原定2022年2月第二（階段）窗口期進行，延至2022年7月第三（階段）窗口期舉行。